# Josep Font i Gumà
Josep Font i Gumà   (Vilanova i la Geltrú, 23 de gener de 1859 - 4 de juliol de 1922) fou un arquitecte català, nebot del polític i empresari Francesc Gumà i Ferran.

## Biografia
Titulat el 17 d'abril de 1885, va ser acadèmic de Sant Jordi el 1922.
A Vilanova i la Geltrú va fer la font de la plaça de Soler i Gustems el (1893), el Xalet Miramar o del Nin i va aconseguir que la diputació de Barcelona restaurés el castell de la Geltrú -encarregat a Jeroni Martorell- a canvi de la seva col·lecció de rajoles. A Sant Pere de Ribes va construir l'Hospital del Redós de Sant Josep i Sant Pere (1907) i la font commemorativa de la canalització d'aigües (1906).  A Sitges va construir l'Hospital de Sant Joan i diverses cases particulars. Juntament amb Antoni Maria Gallissà, va fer el temple parroquial de Sant Esteve de Cervelló. .També fou l'autor de la fàbrica Pirelli de Vilanova.
A Barcelona, va fer en col·laboració amb Josep Maria Jujol la reforma del Palau Savassona com a seu de l'Ateneu Barcelonès (1906), la casa Puig i Colom (1913-14), el magatzem de la Companyia d'Indústries Agrícoles (1918), i la casa Mercè Niqui (1908), al carrer de Balmes, 127, per la qual va guanyar el concurs anual d'edificis artístics.
Fou un gran afeccionat i col·leccionista de rajoles, i tenia una notable col·lecció de ceràmica catalana del segle xiv al xvi, que va anar formant amb nombroses sortides arqueològiques amb els seus amics Domènech i Montaner i Antoni Maria Gallissà i Soqué. Fruit de la seva passió, va publicar l'important treball Rajoles d'art vidriades catalanes i valencianes (1905).
Quant a la seva trajectòria política, Font i Gumà estigué vinculat a la Lliga Regionalista. Fou diputat pel districte de Vilanova i la Geltrú - Sant Feliu de la Diputació de Barcelona. El 1922 fou designat membre de la Reial Acadèmia de Belles Arts de Sant Jordi de Barcelona. Formà part de la Junta de l'Ateneu Barcelonès (1902–1904).
Després d'acabar la carrera, es va casar amb la seva cosina Bàrbara Maria de Fors i de Cuenca i es van instal·lar al número 8 de plaça Universitat de Barcelona, on l'arquitecte tenia el seu estudi. Van tenir dues filles i un fill.